# 大磁窑镇
大磁窑镇，是中华人民共和国山西省大同市浑源县下辖的一个乡镇级行政单位。2021年4月，撒销大磁窑镇、青磁窑乡，合并设立青磁窑镇。

## 行政区划
大磁窑镇下辖以下地区：
大磁窑村、下盘铺村、停旨岭村、果子园村、胶泥圪坨村、西岭村、李家窑村、骆驼界村、南元坨村、高庄村和孟家窑村。